# جاذبه‌های گردشگری استان خراسان جنوبی

## نقاط دیدنی
- بیدخت
- آبشار چهارده
- آبشار گیوک
- آبگرم معدنی فردوس
- آرامگاه ابن حسام خوسفی
- آرامگاه بزرگمهر قاینی
- آرامگاه حکیم نزاری
- ارگ کلاه فرنگی بیرجند
- آسیاب آبی باغستان (فردوس)
- بند دره
- بیدسگان فردوس
- تپه حصار آیسک
- تخت سردار
- چشمه آب گرم مرتضی علی
- دره کال جنی
- دهکده گردشگری زردان
- رباط زردان
- زیارتگاه باش‌آباد
- شوکت‌آباد
- طاق شاه عباسی
- عمارت اکبریه بیرجند
- غار چنشت
- غار خونیک
- قلعه بیرجند
- قلعه کوه زردان
- قلعه کوه قاین
- قلعه خانیک فردوس
- قلعه حسن‌آباد فردوس
- قلعه فورگ
- قلعه بیدسکان فردوس
- قنات بلده فردوس
- سنگ‌نگاره لاخ مزار کوچ
- کوه قلعه فردوس
- ماخونیک
- مجموعه تاریخی کوشک فردوس
- مدرسه شوکتیه بیرجند
- مدرسه علمیه علیا فردوس
- مدرسه علمیه حبیبیه فردوس
- مسجد جامع تون فردوس
- مسجد جامع قاین
- مسجد جامع افین
- مسجد مهوید فردوس
- مسجد جامع هندوالان
- موزه بیرجند
- مجموعه گردشگری باستانی افین و زردان

## آثار ثبت شده به تفکیک شهرستان‌ها

### بشرویه
1. آب‌انبار اصفاک
2. آب‌انبار عبدالصمد
3. آب‌انبار فاضل خان
4. آب‌انبار میانده
5. آسیاب دهنه
6. آسیاب سروش
7. آسیاب سنگی
8. آسیاب شیخی (شماره ۴)
9. آسیاب علی‌آباد
10. آسیاب میرزا
11. بافت تاریخی و فرهنگی بشرویه
12. پایاب نیگنان
13. پل‌های آب بر سر پل بشرویه (پل ترناو)
14. حسینیه بهرامی
15. حسینیه حاجی علی اشرف
16. حسینیه معیل
17. حمام فاضلخان (۱)
18. حمام فاضلخان (۲)
19. خانه – باغ علیرضا فروغ نصیرایی
20. خانه – باغ محمد فروغ نصیرایی
21. خانه استاد بدیع‌الزمان فروزانفر (خانه سماواتی)
22. خانه آقای امیر احمدی
23. خانه آقای خاوری
24. خانه آقای شیبانی (باغ خان)
25. خانه اکبری
26. خانه اکبری (روستای نیگنان)
27. خانه پناهی ۲
28. خانه جباری
29. خانه جعفری
30. خانه جهانی
31. خانه حاج ملأ محمد تقی
32. خانه حسین پور
33. خانه حسین‌زاده
34. خانه خزاعی
35. خانه خیری
36. خانه داوود حسین‌زاده اول
37. خانه ذبیحی
38. خانه روضه رضوانی
39. خانه زاهدی مقدم
40. خانه سلطانی
41. خانه عدالت پناه
42. خانه عطار
43. خانه عطائی (فیاض‌بخش)
44. خانه علی‌نژاد
45. خانه غضنفری
46. خانه فانی
47. خانه قلی‌زاده ثالث
48. خانه معینی
49. خانه مقیمیان
50. خانه ملأ عبدالله تونی بشروی
51. خانه مهرآوران
52. خانه وساباط مستوفی (اسدی)
53. دژ بزرگ خانیک
54. شاه‌نشین غنی‌آباد
55. قلعه دختر رقه
56. قلعه رقه
57. قلعه عزیز آباد
58. قلعه غنی‌آباد
59. قلعه هوگند
60. قنات فتح‌آباد
61. کاروانسرای اصفاک
62. کاروانسرای چار گنبد
63. کاروانسرای نیگنان
64. مدرسه علمیه میانده
65. مسجد جامع ارسک
66. مسجد جامع رقه
67. مسجد میانده
68. مسجد نیگنان
69. مهد امیدهای فرهنگیان (خانه اعتمادی)

### بیرجند
1. آب‌انبار اسماعیل خان
2. آب‌انبار چهاردرخت (حاج محمد خان و حاج محمد جعفر)
3. آب‌انبار حاج باقر
4. آب‌انبار حاجی علی رضا بیک
5. آب‌انبار حاج ملک
6. آب‌انبار کشمان
7. آب‌انبار محسن‌زاده
8. آب‌انبار امیرآباد
9. آرامگاه آیتی
10. باغ و آرامگاه حسام‌الدوله
11. آرامگاه حکیم نزاری
12. آرامگاه آیت‌الله شیخ هادی هادوی
13. ارگ بهارستان (باغ زرشکی)
14. ارگ حاجی‌آباد
15. ارگ کلاه‌فرنگی بیرجند
16. آسیاب‌آبی رکات بالا
17. باغ سیدآباد بهلگرد
18. باغ و عمارت اکبریه
19. باغ و عمارت بهلگرد
20. باغ و عمارت حسین‌آباد
21. باغ و عمارت رحیم‌آباد
22. باغ و عمارت شوکت‌آباد
23. باغ و عمارت معصومیه
24. باغ و کوشک امیرآباد
25. بقایای قلعه خراشاد
26. بقایای قلعه دختر سر آسیاب
27. بقایای قلعه دژ استخر
28. بقایای قلعه ماسن
29. بقایای قلعه یهن
30. بنای خواجه خضر
31. بند النگ
32. بند دره
33. بند عمر شاه
34. حسینیه آراسته
35. حسینیه اسدی
36. حسینیه آقا محمدعلی
37. حسینیه بهرمان
38. حسینیه حاجیه آمنه
39. حسینیه حاجی رضا بیک
40. حسینیه حاجی غلام حسین
41. حسینیه شوکتیه
42. حسینیه شیخ فضل‌الله
43. حسینیه طوفانی
44. حسینیه گود
45. حسینیه مهتدی
46. حسینیه نواب
47. حمام چهار درخت
48. حمام شوکتیه
49. خانه خدیجه علم
50. خانه ابراهیم گل محمد
51. خانه ادهمی
52. خانه آراسته
53. خانه اژدری
54. خانه اعتمادی‌نیا
55. خانه بی‌بی مرادی
56. خانه پردلی
57. خانه جلالیان
58. خانه جوان
59. خانه حسن دوست
60. خانه خسروی
61. خانه خواصی
62. خانه دلاکه
63. خانه رای فرد
64. خانه ساجد
65. خانه سنتی موقوفه غلامرضا حسین جعفر
66. خانه شریف
67. خانه شیخ احمد حافظ
68. خانه شیخ هادی هادوی
69. خانه صفاریان
70. خانه طالبی
71. خانه فاطمی
72. خانه فرهنگ
73. خانه فروتنی
74. خانه کریم زاده
75. خانه کوزه گران
76. خانه گلاوی
77. خانه لاله
78. خانه مادر علم
79. خانه مالکی
80. خانه مصیب هاشمی
81. خانه مهرور
82. خانه نورانی
83. خانه و باغ شوکت‌الملک (دبیرستان شوکتیه)
84. خانه و حسینیه کبابی
85. رباط آصف
86. رباط چاه حوض
87. زورخانه امیر عرب
88. ساختمان پست قدیم
89. ساختمان زندان قدیم
90. سرای امینی
91. سنگ‌نگاره خزان
92. سنگ‌نگاره سماد
93. سنگ نگاره‌های کال‌جنگال
94. سنگ‌نگاره لاخ مزار کوچ
95. سنگ‌نگاره لاخ دل دل
96. سنگ‌نگاره آسو
97. قلعه آسو
98. قلعه بیرجند
99. قلعه حوض غلام کش
100. قلعه سرچاه تازیان
101. قلعه علی‌آباد سرکار
102. قلعه کمر قلاع شوشود
103. قلعه کوه شاخن
104. قلعه ناصری
105. قلعه نوغاب
106. قلعه نوفرست
107. قنات اکبریه
108. قنات رحیم‌آباد
109. کاروانسرای علوی
110. کنسولگری انگلیس (منظریه)
111. باغ و کوشک علی‌آباد (ارگ سپهری)
112. کوره‌های آجر پزی هوفمان
113. محله چهار درخت
114. مدرسه علمیه آیت‌الله آیتی
115. مدرسه معصومیه
116. مزار سلطان زید
117. مسجد آخوند صالح
118. مسجد ازبک بجد
119. مسجد اسفهرود
120. مسجد آیت الله آیتی
121. مسجد بهلگرد
122. مسجد جامع پائین شهر
123. مسجد جامع عاشورا
124. مسجد جامع چهار درخت
125. مسجد روشناوند
126. مسجد سرچاه تازیان
127. مسجد شاخن
128. مسجد عطاء الله خان
129. مسجد علی‌آباد
130. مصلای بیرجند
131. مقبرةالقور
132. موقوفه لیلی حسین جعفر
133. یخچال بهلگرد
134. یخدان رحیم‌آباد
135. یخدان شوکت‌آباد
136. یخدان‌های کلاته نایب

### خوسف
1. خانه شهدادی
2. آب‌انبار خور
3. آب‌انبار کربلایی خدیجه
4. آب‌انبار سیوجان
5. آرامگاه ابن حسام خوسفی
6. آرامگاه ملأ علی‌اکبر خوسفی
7. ارگ عباس خان شیبانی
8. حسینیه خور
9. حمام خور
10. حمام سیوجان
11. حوض‌انبار کلاته قاضی
12. خانه احمد بیگ مالکی
13. خانه اشرفی
14. خانه بهمدی
15. خانه بینا
16. خانه پرویزمالکی
17. خانه تاجور
18. خانه حاج عباس بهمدی
19. خانه حسن قلی خلیلی
20. خانه خدابخش خلیلی
21. خانه خزاعی
22. خانه رستم بهمدی
23. خانه رضاقلی خلیلی
24. خانه سالاری
25. خانه سرپرچی
26. خانه سرهنگی
27. خانه سنجرانی
28. خانه شکوهی
29. خانه صفا قلی خلیلی
30. خانه صمدی
31. خانه عزیزالله رفیعی
32. خانه عزیزی
33. خانه علوی
34. خانه غفاری
35. خانه غلامرضا بیک نخعی
36. خانه کربلایی محمد علی بیک خلیلی
37. خانه کربلایی افضل بیک رفیعی
38. خانه خانم مالکی
39. خانه مالکی (حسین)
40. خانه محمد بهمدی
41. خانه محمد حسن زنگویی
42. خانه محمد قلی بیک خلیلی
43. خانه مولودخان نخعی
44. خانه میرزا احمد خان خلیلی نوغاب
45. خانه نخعی
46. خانه یوسف مالکی
47. سنگ‌نگاره کوه گرد کوچک
48. قلعه افضل‌آباد
49. قلعه بصیران
50. قلعه پسر
51. قلعه خور
52. قلعه دختر روبیات
53. قلعه دختر نصرآباد
54. قلعه رستم خوسف
55. قلعه زری
56. قلعه علی‌آباد
57. قلعه قدیمی خوسف
58. قلعه قلاع آرک
59. قلعه قلاع شادان
60. قلعه قیس‌آباد
61. مدرسه ابن حسام
62. مزار سید ابوالقاسم
63. مزار شاه
64. مزار گل
65. مسجد جامع تقاب
66. مسجد جامع خوسف
67. مسجد جامع گل
68. مسجد حسینی بالا ده
69. مسجد روستای خور
70. مسجد عسگری (خور)
71. مسجد عماری
72. مسجد ماژان
73. مسجد محله باب‌الحوائج
74. مسجد همچ
75. موقوفه میرزا جعفر

### درمیان
1. برج درویش باقر
2. بقایای قلعه فخرود
3. پناهگاه سردر
4. خانه سید حسین مظلوم (ملکی)
5. قلعه آسفیچ
6. قلعه دختر نوغاب
7. قلعه درخش
8. قلعه سیدان
9. قلعه محمدآباد چهار برج
10. قلعه ملک‌آباد
11. مسجد تابستانه گسک
12. مسجد جامع درخش
13. مسجد سیدان
14. مسجد گسک
15. مسجد نگینان
16. مقبره محمدرضا شریف
17. آب‌انبار حوض خواهر محمدخان
18. آب‌انبار نوغاب
19. آرامگاه خاندان رفیعی
20. باغ منزل عطایی
21. حمام قدیمی درمیان
22. حمام و حوض میرزای فورگ
23. خانه ابراهیم بیک مسینایی
24. خانه استاد غلامرضا سعیدی
25. خانه توکلی
26. خانه عبدالله خان رفیعی
27. خانه عبدالعظیم عظیمی
28. خانه عبدالله بیک مسینایی
29. خانه مهدی خان رفیعی
30. سنگ‌نگاره دره مسک
31. سنگ‌نگاره‌های دره فورگ
32. قلعه اره فورگ
33. قلعه اسدیه
34. قلعه بنیاب
35. قلعه بورنگ
36. قلعه فورگ
37. قلعه قلاع نوزاد
38. قلعه کل حسن صباح
39. قلعه کلاته باقرخان
40. قلعه مسک
41. مدرسه علمیه درمیان
42. مزار و چله‌خانه درویش خسرو
43. مسجد جامع هندوالان
44. مسجد عیدگاه نوغاب
45. مسجد قلعه نوغاب
46. آب‌انبار علی‌آباد طبس مسینا
47. آرامگاه ابراهیم رضا
48. آسبادهای طبس مسینا
49. بقایای ساختمان چاه ماه
50. بقایای قلعه خونیک
51. بقایای قلعه محمدآباد
52. سنگ‌نگاره لاخ چمن‌زار
53. قلعه دختر گاویج
54. قلعه طبس مسینا
55. قلعه کافران گرسک
56. قلعه مسلمانان گرسک
57. قلعه نو گاویج
58. مسجد عثمان ذوالنورین طبس مسینا
59. مسجد علی‌آباد

### زیرکوه
1. آسیاب آبی افین
2. باغات زرشک افین
3. بند تاریخی تجنود
4. رباط زردان
5. سد سردوان
6. سد فخران
7. قلاورخانه زردان
8. قلعه‌کوه افین
9. قلعه کوه زردان
10. قلعه حسن بایخان
11. قلعه دختر آهنگران
12. قلعه دختر چلونک (مزار)
13. قلعه‌کوه آبیز
14. غار پهلوان-بند آخوند
15. کویر همت‌آباد
16. مزار چهار گنبد افین
17. مزار سعدالله شاخرخت
18. مزار کلاته مزار
19. مزار نور پیشبر
20. مسجد جامع افین
21. مسجد جامع زهان

### سرایان
1. آب‌انبار آهنگران
2. آب‌انبار بالا
3. آب‌انبار حاج عبدالرسول
4. آب‌انبار حسینیه
5. آب‌انبار دو حصاران
6. آب‌انبار صوفه‌دار
7. آب‌انبار کمال
8. آب‌انبار محمد باقران
9. آب‌انبار کاروانسرا پایین (فاضل‌خانی)
10. آرامگاه تورانشاه
11. آسیاب کاه‌کوه
12. آسیاب کربلایی حسن
13. آسیاب لی‌لی
14. آسیاب مصعبی
15. بازار میثم
16. حمام قدیمی‌سرایان
17. خانه یزدانی
18. سد زو
19. قلعه قلاع سرایان
20. کاروانسرای سرایان
21. مزار میرزاها
22. مسجد آهنگران
23. مسجد جامع سرایان
24. مسجد دو حصاران
25. آب‌انبار بی‌بی حسین‌خان
26. آب‌انبار جهانی (احمد آقا)
27. آب‌انبار حاج عبدالله
28. آب‌انبار فاضل‌خوانی
29. آب‌انبار کربلایی محمد نخعی
30. برج قلعه کهنه سه‌قلعه
31. خانه حسام‌الدیوان
32. خانه رمضانی
33. خانه عبدالله پیروز
34. خانه کلانتر
35. خانه هبه الله هروی
36. رباط خیرات احمد بیک
37. رباط مورشک
38. مسجد ارگ قلعه
39. مسجد جامع سه‌قلعه

### سربیشه
1. ارگ آب‌ترش
2. بقایای قلعه سربیشه (حصار خارجی)
3. بقایای قلعه درح
4. بقایای قلعه سربیشه (قلعه‌کوه سربیشه)
5. بقایای قلعه‌کوه درح
6. خانه یاوری سربیشه
7. رباط کوهک رود بالا
8. سنگ‌نگاره ماخونیک
9. قبرستان مزار شیرگ – کاخکوک
10. قلعه برکوه
11. قلعه کهنه سربیشه
12. قلعه کهنه گلندر
13. مدرسه طالقانی
14. مسجد بزرگ سربیشه (چهارده معصوم)
15. مسجد پخت
16. مسجد گنجی
17. باغ و عمارت مود
18. سنگ‌نگاره بیژائم
19. غار چنشت
20. غار چهل چاه
21. قلعه اسفزار
22. قلعه بابوک
23. قلعه چهکندوک
24. قلعه قلاع چهکند
25. قلعه قلاع مود
26. قلعه کهنه بیمرز
27. کتیبه اسلامی تنگل استاد
28. مدرسه مود
29. مسجد چهکندوک
30. مسجد مود
31. خانه کیهان

### طبس
1. ارگ طبس (کهن دژ)
2. آب‌انبار پایین محله
3. آب‌انبار پهن کوچه
4. آب‌انبار چهار سوق
5. آب‌انبار سردار مکرم
6. آب‌انبار شماره دو کریت
7. آب‌انبار شماره یک کریت
8. آب‌انبار قلعه باغ
9. آب‌انبار کوچه نارنجی (قدس)
10. آب‌انبار نجد شیبانی
11. آب‌انبار هودر
12. آرامگاه جوخواه (مزار دو سردار)
13. آرامگاه خسروآباد
14. آرامگاه دیهوک
15. آسیاب خان
16. باغ گلشن طبس
17. بافت تاریخی روستای اصفهک
18. برج ازبکوه
19. برج معدن قلعه
20. بقعه حسین‌بن موسی‌الکاظم
21. حسینیه قدیم کلشانه
22. حسینیه یوسف آباد
23. حوض سفید
24. حوض محمدقاسم
25. خانه باغ غیاثی
26. خانه جمشید نجفی
27. خانه حبیب‌الله مؤدب
28. خانه خان یوسفی
29. خانه سردار مکرم
30. خانه شجاع سنگچولی (شجاع لشکر)
31. خانه شماره دو بادام تک
32. خانه شماره یک بادام تک
33. خانه کربلایی عباس عباسی
34. خانه محمود نجفی
35. رباط جوخواه
36. رباط چاه گنبد
37. رباط ده محمد
38. رباط دهنه شیر گشت
39. سد کریت
40. قلعه پاشنه داران
41. قلعه حاجی عباسی
42. قلعه حسن‌آباد شجاع
43. قلعه خرو
44. قلعه سرکار
45. قلعه شاهزاده
46. قلعه عابدی
47. قلعه کلشانه
48. قلعه محمدآباد صاحب‌کار
49. قلعه نصرت آباد
50. کاروانسرای کلمرز قدیم
51. کاروانسرای کلمرز جدید
52. مجموعه رباط خان (کاروانسرا و چارخان)
53. مجموعه مک شور
54. محدوده شهر طبس
55. مدرسه دو منار
56. مزار شیخ ابونصر ایراوه‌ای (پیرحاجات)
57. مسجد جوخواه
58. مسجد دستگردان
59. مسجد قلعه شماره یک
60. مسجد یوسف آباد
61. منار کبیر

### فردوس
1. آبگرم معدنی فردوس
2. آرامگاه میر تونی
3. آرامگاه میرزاها
4. بارگاه امامزادگان سلطان محمد و سلطان ابراهیم
5. آرامگاه امامزاده کریمشاه
6. آرامگاه سلطان احمد مهوید
7. آسیاب آبی حاجی خان
8. آسیاب آبی باغستان
9. آب‌انبار آذری
10. آب انبار امامزاده
11. آب‌انبار برون
12. آب‌انبار بش
13. آب انبار بازار
14. آب‌انبار سردشت
15. آب انبار حسین‌آباد
16. آب انبار حسینیگی
17. آب‌انبار قلعه
18. آب‌انبار قاسم
19. آب‌انبار قرائی
20. آب‌انبار مهران کوشک
21. آب‌انبار محمدی
22. آب انبار خانکوک
23. آب‌انبار خوشاب
24. آب‌انبار جوگی
25. آب‌انبار شور
26. آب انبار عطایی
27. آب‌انبار شاه میرزا
28. آب‌انبار استاد عبدالله
29. آب‌انبار سادات
30. بقایای ارگ تون
31. بقایای معماری سرخ کوه
32. پایاب تاریخی تون
33. پناهگاه حیات وحش رباط شور
34. تپه باستانی سرتخت
35. تپه چنجه
36. حمام بیدسگان
37. حمام کوشک
38. حمام خیروز
39. حمام جهانیار
40. حمام سردشت
41. حوض انبارسیدی
42. حوض انبار خوجه
43. حوض انبار سرخ کوه
44. خانه افراشته
45. خانه آزاد
46. خانه رسایی
47. خانه مقدم
48. خانه راهی
49. خانه بدیعی
50. خانه مجد الاشراف
51. خانه صدرالسادات (۱)
52. خانه صدرالسادات (۲)
53. خانه طبسی
54. خانه کباری
55. خانه معزی
56. خانه سهرابی
57. خانه میرزا رشید عطایی
58. سنگ سوراخ
59. مدرسه علمیه علیا
60. مدرسه علمیه حبیبیه
61. منطقه حفاظت‌شده مظفری
62. مسجد سیدی
63. مسجد مهوید
64. مسجد حاج عبدالله
65. مسجد جامع فتح‌آباد
66. مسجد جامع تون
67. مسجد، آب‌انبار و حمام کوشک
68. محوطه تاریخی گوند
69. محوطه تاریخی چاه پخو
70. کوه قلعه فردوس
71. کاربات سنگی خوشاب
72. کاروانسرای خوشاب
73. کوشک حاجی‌آباد
74. کاروانسرای رباط شور
75. کویر پلوند
76. گورستان خاموشی
77. قلعه دختر
78. قلعه خانیک شاه
79. قلعه بیدسکان
80. قنات بلده
81. روستای تاریخی خانیک (خانیک شاه)
82. شهر باغستان
83. روستای ییلاقی بیدسکان
84. روستای تاریخی برون

### قائنات
1. خانه اقبالی
2. دژ زیر زمینی نیگ
3. رباط چاهک
4. قلعه قدیمی آفریز
5. قلعه قدیمی سده
6. قلعه‌کوه چاده
7. مسجد جامع سده
8. مسجد خشک
9. آب‌انبار خضری
10. آب‌انبار کارشک (حاج ملأ حسین)
11. حمام قدیمی کارشک
12. غار فارسان
13. قلعه دختر خوگ
14. قلعه و نقب رجنگ
15. مسجد جامع خضری
16. مسجد گریمنج
17. آب‌انبار قدیمی بازار
18. آرامگاه ابو المفاخر
19. آرامگاه بوذر جمر قاینی
20. ارگ وآب‌انبار خونیک
21. خانه حقیقی
22. خانه سلطانی
23. خانه صمدی
24. خانه قارنی
25. خانه موسوی
26. غار پل خیر
27. غار تجرگ
28. غار جوجه
29. غار خونیک گدار (لکی‌آسپور)
30. غار مؤمن (وراز)
31. قلعه استرآباد
32. قلعه چهل دختر
33. قلعه حسین قاینی (قلعه‌کوه)
34. قلعه خند
35. قلعه دختر جزنان
36. قلعه‌کوه اسفدن (دیو سفید)
37. قلعه هاجر آباد
38. قنات شاهیک
39. مدرسه علمیه قاین
40. مزار رایک
41. مزار شاهزاده حسین
42. مسجد جامع قاین
43. مسجد حسینی
44. مسجد محله پایین

### نهبندان
1. آب‌انبار رومه
2. آسباد خونیک سفلی
3. آسبادهای چهار فرسخ
4. آسبادهای رومه
5. آسبادهای گوند
6. آسبادهای میغان
7. آسبادهای نهبندان
8. آسبادهای همند
9. آسبادهایی خوانشرف
10. بقایای معماری آتشکده
11. حوض‌انبار سمافات
12. حوض‌انبارهای میغان (آب‌انبار)
13. خانه سالاری
14. خانه نعمت‌الله تقوی
15. قراولخانه کلاته سیدعلی
16. قلعه اکرم‌آباد
17. قلعه تیغدر
18. قلعه خوانشرف
19. قلعه ده شیب
20. قلعه زینل آباد
21. قلعه سنگی بندان
22. قلعه شاه دژ نهبندان
23. قلعه طبسین
24. قلعه قدمگاه
25. قلعه کلاته محمد خان
26. قلعه گوند
27. قلعه میغان
28. قلعه نهبندان
29. مدرسه هدایت
30. مسجد چهار فرسخ
31. مسجد عاشوراخانه
32. مسجد گلستان
33. مسجد میغان
34. نقب زیرزمینی خونیک علیا
35. آسباد خونیک علیا
36. بند بخشدار
37. بند همند
38. دژ توتسک
39. دژ کاسگان
40. ساختمان اداری اداره راه سابق شوسف
41. ساختمان امنیه سابق ژاندارمری شوسف
42. قلعه چاه‌وک
43. قلعه دختر شوسف
44. قلعه قدیمی شوسف
45. قلعه قیاس‌آباد
46. مزار سیدالحسین
47. مسجد طارق